# 羅濟托齊卡帕斯季利
48°52′34″N 22°31′43″E / 48.87611°N 22.52861°E
羅濟托齊卡帕斯季利（烏克蘭語：Розтоцька Пастіль）是烏克蘭西部的村莊，隸屬外喀爾巴阡州的烏日霍羅德區。該村始建於1578年，面積37.53平方公里，海拔高度308米，2001年人口293，人口密度每平方公里7.81人。